# 深田町 (名古屋市)
深田町（ふかだちょう）は、愛知県名古屋市北区の地名。

## 歴史

### 町名の由来
湿地帯であったことに由来するとされる。

### 沿革
- 1935年（昭和10年）7月1日 - 東区清水町・杉村町の各一部により、同区深田町として成立[2]。
- 1944年（昭和19年）2月11日 - 北区編入に伴い、同区深田町となる[2]。
- 1980年（昭和55年）
  - 2月10日 - 一部が清水一丁目・清水二丁目にそれぞれ編入される[2]。
  - 11月23日 - 清水一丁目・清水二丁目・柳原四丁目にそれぞれ編入され、消滅[2]。